# 启德书院
启德书院（Qide College）是西安交通大学的八个本科书院之一，成立于2008年7月，以著名病理生理学家、医学部校友韩启德先生的名字命名。院名“启德”寓意“启迪智慧，德行天下”，寓意是要培养德才兼备的新型人才。 
启德书院包括西区1号楼和十号楼，入住书院的学生有1800余人，分别来自经济与金融学院和医学部。书院位于西安市雁塔区朱雀大街205号西安交大雁塔校区。

## 文化

### 理念
|  | “以人为本” |

### 院训
|  | 启迪智慧，德行天下。 |

### 书院活动
书院计划通过“传承文明、传授知识、培养能力、陶冶情操、开创未来”的系列活动安排，让学生之间和师生之间可以广泛地，自由平等地交流，实现学生的自我服务、自我教育、自我管理、共同成长。

## 现状
启德书院包括了西安交通大学雁塔校区经济与金融学院和医学部各年级的本科生，不同专业本科生在书院中混合居住。

### 教导人员
书院现有院务主任一人，院务副主任一人，常任导师十人。

### 硬件设施
启德书院位于雁塔校区，包含一号与十号楼。书院有咖啡屋、信息室、阅览室、自习室、楼层活动室等活动设施。